# Sean Daley
Slug, właściwie Sean Daley, (ur. 7 września 1972 roku w Minneapolis) – amerykański raper. Członek grupy Atmosphere, którą założył wspólnie z Derek Turner (Spawn). Jest również jednym z twórców Rhymesayers Entertainment.

## Dyskografia

### Z Atmosphere
- Overcast! EP (1997)
- Overcast! (1997)
- Sad Clown Bad Dub 7 (1998)
- Lucy Ford: The Atmosphere EPs (2001)
- God Loves Ugly (2002)
- Seven's Travels (2003)
- Headshots: SE7EN (2005)
- You Can't Imagine How Much Fun We're Having (2005)
- Happy Clown Bad Dub 8/Fun EP (2006)
- Sad Clown Bad Summer 9 (2007)
- Sad Clown Bad Fall 10 (2007)
- Sad Clown Bad Winter 11 (2007)
- Strictly Leakage (2008)
- Sad Clown Bad Spring 12 (2008)
- When Life Gives You Lemons, You Paint That Shit Gold ( 2008)
- Leak At Will (2009)
- To All My Friends, Blood Makes The Blade Holy: The Atmosphere EP's (2010)
- The Family Sign (2011)

### Z Felt
- Felt: A Tribute to Christina Ricci (Rhymesayers Entertainment, 2002)
- Felt, Vol. 2: A Tribute to Lisa Bonet (Rhymesayers Entertainment, 2005)
- Felt 3: A Tribute To Rosie Perez (Rhymesayers Entertainment, 2009)

### Z Deep Puddle Dynamics
- Taste of Rain, Why Kneel? (Anticon, 2000)

### Z The Dynospectrum
- The Dynospectrum (Rhymesayers Entertainment, 1998)